# Tarik Hodžić
Tarık Hodžić (* 1. Dezember 1951 in Sarajevo) ist ein ehemaliger jugoslawischer Fußballspieler.
Er fing in der Jugendmannschaft von FK Željezničar Sarajevo an. 1970 unterzeichnete er dort seinen ersten Vertrag als Profi. Jedoch wurde Tarik an Famos Hrasnica verliehen.
Er spielte dort drei Jahre. Nachdem er im Jahr 1973 mit 28 Toren bester Torschütze in der 2. Liga Jugoslawiens war, kehrte er zu FK Željezničar zurück. Dort spielte Tarık zwei weitere Jahre.
Fortan spielte er für Olimpija Ljubljana. Danach wechselte der Stürmer nach Belgien zu RFC Lüttich und war dort bester Torschütze. Tarik Hodžić zog es weiter, dieses Mal ging er zu Galatasaray Istanbul. In der türkischen Süper Lig wurde er mit 16 Toren in der Saison 1983/84 Torschützenkönig. Nach vier Jahren Aufenthalt bei Galatasaray wechselte Hodžić 1984 zum Sarıyer SK und beendete 1986 dort seine Karriere.
Jetzt lebt er in Sarajevo und ist Besitzer eines Restaurants (Sur Galatasaray). 1997 trainierte Hodžić FK Željezničar für einige Spiele.